# Arteveldetoren
Arteveldetoren (ou KBC Arteveldetoren) est un gratte-ciel situé dans la ville belge de Gand. Elle est, avec ses 118,50 mètres de haut, le plus haut immeuble de la ville de Gand et de la région flamande. 

## Histoire
Le promoteur du projet a donné au bâtiment le nom (temporaire) de la tour MG Tower Ghent. Ces lettres se réfèrent aux initiales des prénoms des deux enfants, Margaux et Guillaume, du développeur du projet. Les architectes sont Jaspers-Eyers & Partners de Bruxelles. En décembre 2010, la tour reçoit son nom définitif : KBC Arteveldetoren. Ce nom se réfère d'une part à KBC, la banque qui s'impliquera dans la tour et d'autre part à la figure historique gantoise Jacob van Artevelde. Le nom est le résultat d'une consultation du personnel.

## Situation
La tour est située sur la Kortrijksesteenweg (chaussée de Courtrai) à Saint-Denis-Westrem à proximité de la sortie de l'E40, de la B402, de la N43 et du parc des expositions Flanders Expo.

## Description
La tour mesure 118,5 mètres de haut et compte 27 étages, soit 20 800 m2 occupés par des bureaux. La banque-assureur KBC y centralise ses services.